# Theodor Ickler
Theodor Ickler (ur. 7 kwietnia 1944 w Krauschwitz) – niemiecki językoznawca, germanista.
Studiował germanistykę, filologię klasyczną, filozofię oraz indogermanistykę (indoeuropeistykę) na Uniwersytecie w Marburgu. W 1973 r. doktoryzował się w dziedzinie filologii klaycznej i indogermanistyki, a w 1985 r. uzyskał habilitację. Od 1987 r. wykłada na Uniwersytecie Fryderyka i Aleksandra w Erlangen i Norymberdze.
Był czołowym krytykiem niemieckiej reformy ortografii z 1996 r. W 2001 r. został uhonorowany nagrodą Deutscher Sprachpreis.

## Wybrana twórczość
- Platons sogenanntes „Hypothesis-Verfahren“ (1973)
- Wortgebrauch und Wortwissen (1984)
- Die sogenannte Rechtschreibreform. Ein Schildbürgerstreich (1997)
- Regelungsgewalt. Hintergründe der Rechtschreibreform (2001)
- Rechtschreibreform in der Sackgasse: Neue Dokumente und Kommentare (2004)
- Falsch ist richtig. Ein Leitfaden durch die Abgründe der Schlechtschreibreform (2006)
- Wie gut ist die deutsche Sprache? (2007)